# Premio Campiello

Logo des Premio Campiello

Der Premio Campiello ist ein italienischer Literaturpreis, der seit 1962 jedes Jahr von den Industriellen der italienischen Region Veneto (Venetien) ausgeschrieben wird. Der Hauptpreis wird seit 1963 vergeben.
Neben dem Hauptpreis schuf die Fondazione Il Campiello 1997 zusätzlich einen jährlichen Preis für das literarische Lebenswerk, der zunächst bis 2003 verliehen wurde. Seit 2010 wird dieser Preis erneut jährlich vergeben, nun unter der Bezeichnung Premio Fondazione Il Campiello.
Darüber hinaus gibt es seit 2004 jährlich einen Preis für das beste Erstlingswerk, den Premio Campiello Opera Prima.
Im Jahr 2005 wurde erstmals auch ein Premio Campiello Europa ausgeschrieben, um eine besonders gute Übersetzung eines italienischen literarischen Werkes in eine andere europäische Sprache zu honorieren. Dieser Preis wurde in den Jahren 2006 bis 2010 verliehen.

## Ablauf der Auszeichnung
Die Gewinner des Hauptpreises, des Premio Campiello, werden in einem besonderen Verfahren ermittelt. Die Auswahl erfolgt in zwei Stufen.

### Premio Selezione Campiello
Eine Jury aus Literaten und Literaturkritikern wählt fünf italienische Neuerscheinungen des vorhergehenden Jahres aus. Diese fünf Bücher werden offiziell mit dem Premio Selezione Campiello ausgezeichnet und als Gewinner genannt.

### Super Campiello
Aus diesen fünf Büchern wählt eine Giuria Popolare (bestehend aus 300 Lesern, die unterschiedlich sind in Bezug auf Herkunft, Alter, Kultur, Beruf und sozialem Stand) das Buch für den Super Campiello aus. So wird der Publikums-Jury eine – im Verhältnis zu den Kritikern – höhere Bedeutung zugeschrieben.
Jedem Jury-Mitglied ist es nur einmal möglich, Teil der Jury zu sein.

## Preisträger
Nachfolgend sind alle Bücher aufgeführt, die am Finale teilgenommen haben. Die jeweils ersten Bücher nach dem Datum sind mit dem „Premio Super Campiello“ ausgezeichnet worden.
- 1963 – La tregua von Primo Levi
L'eredità della Priora von Carlo Alianello - La donna al punto von Elio Bartolini - Mio padre Adamo von Fortunato Pasqualino - Il Papa von Giorgio Saviane

- 1964 – Il male oscuro von Giuseppe Berto
L'adultera von Laudomia Bonanni - La spartizione von Piero Chiara - Tre racconti von Tommaso Landolfi - Il velociferovon Luigi Santucci

- 1965 – La compromissione von Mario Pomilio
Il figlio del sole von Antonio Aniante - L'uomo fedele von Beatrice Solinas Donghi - La quinta stagione von Fulvio Tomizza – I bianchi e i neri von Dante Troisi

- 1966 – Questa specie d'amore von Alberto Bevilacqua
La moglie von Giovanni Dusi - Il serpente von Luigi Malerba - La cupola von Gino Montesanto - Sulla spiaggia e di là dal molo von Mario Tobino

- 1967 – Orfeo in Paradiso von Luigi Santucci
Le notti della paura von Antonio Barolini - Storia di Ada von Carlo Cassola - Il minimo d'ombra von Gino De Sanctis - Una vecchia signora von Giuseppe Mesirca

- 1968 – L'avventura di un povero cristiano von Ignazio Silone
Il ballo angelico von Arrigo Benedetti - Gli incantesimi von Carlo Castellaneta - Capriccio con rovine von Luigi Compagnone - Il ponte dell'Accademia von Pier Maria Pasinetti

- 1969 – L'Airone von Giorgio Bassani
Da inverno a inverno von Giulio Cattaneo - Marcel ritrovato von Giuliano Gramigna - Il re ne comanda una von Stelio Mattioni - Le nevi dell'altro anno von Giuseppe Raimondi

- 1970 – L'attore von Mario Soldati
Il gioco e il massacro von Ennio Flaiano - La meccanica von Carlo Emilio Gadda - Il crematorio di Vienna von Goffredo Parise - Processo per eresia von Neri Pozza

- 1971 - Ritratto in piedi von Gianna Manzini
Il ritorno von Manlio Cancogni - Adios von Renato Ghiotto - Diario siciliano von Ercole Patti - Sposa mia von Enrico Raffi

- 1972 - Per le antiche scale von Mario Tobino
La bella di Lodi von Alberto Arbasino - Randagio è l'eroe von Giovanni Arpino - Quell'antico amore von Carlo Laurenzi - Il campo di concentrazione von Ottiero Ottieri

- 1973 - Il trono di legno von Carlo Sgorlon
Monte Mario von Carlo Cassola - Amore e Psiche von Raffaele La Capria - Il nipote di Beethoven von Luigi Magnani - Il mare verticale von Giorgio Saviane

- 1974 - Alessandra von Stefano Terra
Muro d'ombra von Rodolfo Doni - Le labrene von Tommaso Landolfi - Dove tornare von Fulvio Tomizza - Utopia per flauto solo von Fiora Vincenti

- 1975 - Il prato in fondo al mare von Stanislao Nievo
Un matrimonio perfetto von Carla Cerati - Il figlio von Gino Montesanto - Memorie di un miliardario von Giorgio Soavi - Il grembiule rosso von Alberto Vigevani

- 1976 - Il busto di gesso von Gaetano Tumiati
Le pietre, l'amore von Paolo Barbaro - Davide von Carlo Còccioli - Storia naturale di una passione von Alfredo Todisco - La nuova età von Mimi Zorzi

- 1977 - Il selvaggio di Santa Venere von Saverio Strati
Cuor di padrone von Carlo Della Corte - La spiaggia del lupo von Gina Lagorio - Il giro del mondo von Ferruccio Parazzoli - Il vento in testa von Eugenio Travaini

- 1978 - Carlo Magno von Gianni Granzotto
Pontificale in San Marco von Elio Bartolini - Dolcissimo von Giuseppe Bonaviri - Il ladrone von Pasquale Festa Campanile - Il giocatore invisibile von Giuseppe Pontiggia

- 1979 - Storia di Tonle von Mario Rigoni Stern
Ingannare l'attesa von Giuseppe Cassieri - L'Ordalia von Italo Alighiero Chiusano - Ride la luna von Rolly Marchi - Due giorni con Chiara von Luciano Marigo

- 1980 - Il fratello italiano von Giovanni Arpino
Sua Eccellenza von Antonio Altomonte - Il richiamo di Alma von Stelio Mattioni - Serenata von Rossana Ombres - L'altissimo e le rose von Luigi Testaferrata

- 1981 - Diceria dell'untore von Gesualdo Bufalino
Un grido lacerante von Anna Banti - Il silenzio delle cicale von Gian Piero Bona - I guardatori della luna von Tonino Guerra - La vita in campagna, von Bino Sanminiatelli

- 1982 - Se non ora quando? von Primo Levi
Alessandria von Raul Lunardi, Fogola - Uccelli del paradiso von Ferruccio Parazzoli - Sillabario N.2 von Goffredo Parise - La fuga delle api von Antonio Terzi

- 1983 - La conchiglia di Anataj von Carlo Sgorlon
Casa di guerra von Isabella Bossi Fedrigotti - L'eterna finzione von Alcide Paolini - Dorsoduro von Pier Maria Pasinetti - La notte di Toledo von Ferruccio Ulivi

- 1984 - Per amore, solo per amore von Pasquale Festa Campanile
Il fratello orientale von Antonio Altomonte - Ladro di ferragosto von Raffaele Crovi - Il nome delle parole von Guglielmo Petroni - Il conte von Giorgio Soavi

- 1985 – Gli occhi di una donna von Mario Biondi
La terza donna von Giorgio Montefoschi - Così non sia von Gino Montesanto - Cercando l'imperatore von Roberto Pazzi - Piccoli equivoci senza importanza von Antonio Tabucchi

- 1986 - La partita von Alberto Ongaro
La donna dei fili von Ferdinando Camon - L'ultimo della classe von Neri Pozza - Gli sposi di Via Rossetti von Fulvio Tomizza - La vita a metà von Mimi Zorzi

- 1987 - I fuochi del Basento von Raffaele Nigro
La valigia vuota von Sergio Ferrero - Angelo a Berlino von Giuliana Morandini - La lunga notte von Emilio Tadini - L'inquisitore dell'interno sedici von Dante Troisi

- 1988 - Le strade di polvere von Rosetta Loy
Diario a due von Paolo Barbaro - La Patria riconoscente von Giulio Cisco - L'invenzione della verità von Marta Morazzoni - Le donne divine von Renzo Rosso

- 1989 - Effetti personali von Francesca Duranti
Il canto delle balene von Ferdinando Camon - Il nocchiero von Paola Capriolo - La legge degli spazi bianchi von Giorgio Pressburger - Il nido di ghiaccio von Giampaolo Rugarli

- 1990 - La lunga vita di Marianna Ucrìa von Dacia Maraini
Il diavolo suppongo von Carlo Della Corte - L'isola delle comete von Nino Majellaro - Io venia pien d'angoscia a rimirarti von Michele Mari - La chimera von Sebastiano Vassalli

- 1991 - Di buona famiglia von Isabella Bossi Fedrigotti
Castelli di rabbia von Alessandro Baricco - Le parole del padre von Raffaele Crovi - Rimbaud von Renato Minore - Il volto nascosto von Giorgio Montefoschi

- 1992 - La casa a Nord-Est von Sergio Maldini
La revoca von Luca Doninelli - Le pietre volanti von Luigi Malerba - Casa materna von Marta Morazzoni - Carta blu von Enzo Siciliano

- 1993 – La valle dei cavalieri von Raffaele Crovi
Racconti naturali e straordinari von Antonio Debenedetti - Le storie dell'ultimo giorno von Stefano Jacomuzzi - Navi in bottiglia von Gabriele Romagnoli - I rapporti colpevoli von Fulvio Tomizza

- 1994 - Sostiene Pereira von Antonio Tabucchi
Fratelli d'Italia von Alberto Arbasino - Attesa sul mare von Francesco Biamonti - Il catino di zinco von Margaret Mazzantini - Vita di uomini non illustri von Giuseppe Pontiggia

- 1995 - Il coraggio del pettirosso von Maurizio Maggiani
La casa con le luci von Paolo Barbaro - Jack Frusciante è uscito dal gruppo von Enrico Brizzi - Staccando l'ombra da terra von Daniele Del Giudice - Il bastone a calice von Virgilio Scapin

- 1996 – Esilio von Enzo Bettiza
Presto con fuoco von Roberto Cotroneo - L'antidoto della malinconia von Piero Meldini - Incerti di viaggio von Roberto Pazzi - Il pellicano di pietra von Michele Prisco

- 1997 - Il caso Courrier von Marta Morazzoni
Campo del sangue von Eraldo Affinati - Mania von Daniele Del Giudice - La negligenza von Enrico Pellegrini - Posillipo von Elisabetta Rasy

- 1998 - Il talento von Cesare De Marchi
Le parole la notte von Francesco Biamonti - La buona e brava gente della nazione von Romolo Bugaro - La perfezione degli elastici (e del cinema) von Laura Pariani - Un uomo che forse si chiamava Schulz von Ugo Riccarelli

- 1999 - Fuochi fiammanti a un'hora di notte von Ermanno Rea
La bicicletta di mio padre von Cino Boccazzi - I cieli di vetro von Guido Conti - Il cuore rovesciato von Giampaolo Spinato - In tutti i sensi come l'amore von Simona Vinci

- 2000 - La forza del passato von Sandro Veronesi
Mare mare von Vito Bruno - Le farfalle di Voltaire von Sergio Ferrero - La gallina volante von Paola Mastrocola - Margherita vuole il regno von Franco Scaglia

- 2001 - Nati due volte von Giuseppe Pontiggia
L'angelo della storia von Bruno Arpaia - Dodici Lei von Giorgio Calcagno - Certi bambini von Diego De Silva - Via Gemito von Domenico Starnone

- 2002 - Il custode dell'acqua von Franco Scaglia
Sgobbo von Giosuè Calaciura - L'ultimo dei Vostiachi von Diego Marani - Dopo l'amore von Giancarlo Marinelli - La curva del Latte von Nico Orengo

- 2003 - Il Maestro dei santi pallidi von Marco Santagata
Cuore di madre von Roberto Alajmo - Di questa vita menzognera von Giuseppe Montesano - L'uovo di Geltrudina von Laura Pariani, Come prima delle madri von Simona Vinci

- 2004 – Una barca nel bosco von Paola Mastrocola
 La masseria delle allodole von Antonia Arslan – La festa del ritorno von Carmine Abate – La Pasqua Rossa von Alberto Bevilacqua – La doppia vita di Vermeer von Luigi Guarnieri. Erstlingswerk: Mosca più balena von Valeria Parrella.

- 2005 - Ex aequo: Mandami a dire von Pino Roveredo und Il sopravvissuto von Antonio Scurati
Quattro errori di Dio von Ennio Cavalli - Fata Morgana von Gianni Celati - Malvarosa von Raffaele Nigro. Erstlingswerk: Con le peggiori intenzioni von Alessandro Piperno.

- 2006 - La vedova scalza von Salvatore Niffoi
Ti lascio il meglio di me von Giancarlo Marinelli - Il ritorno a casa di Enrico Metz von Claudio Piersanti - Di viole e liquirizia von Nico Orengo - Le uova del drago von Pietrangelo Buttafuoco. Erstlingswerk: Senza coda von Marco Missiroli.

- 2007 - Mille anni che sto qui von Mariolina Venezia
Mal di pietre von Milena Agus - Il labirinto delle passioni perdute von Romolo Bugaro - Donne informate sui fatti von Carlo Fruttero - Il signor figlio von Alessandro Zaccuri. Erstlingswerk: Fìdeg von Paolo Colagrande.

- 2008 - Rossovermiglio von Benedetta Cibrario
Erstlingswerk: La solitudine dei numeri primi von Paolo Giordano

- 2009 - Venuto al mondo von Margaret Mazzantini
Erstlingswerk: L'ultima estate von Cesarina Vighy

- 2010 - Accabadora von Michela Murgia
Erstlingswerk: Acciaio von Silvia Avallone

- 2011 - Non tutti i bastardi sono di Vienna von Andrea Molesini
Erstlingswerk: Settanta acrilico trenta lana von Viola Di Grado

- 2012 - La collina del vento von Carmine Abate
Erstlingswerk: Il trono vuoto von Roberto Andò

- 2013 - L'amore graffia il mondo von Ugo Riccarelli
Erstlingswerk: Cate, io von Matteo Cellini

- 2014 - Morte di un uomo felice von Giorgio Fontana
Erstlingswerk: La fabbrica del panico von Stefano Valenti

- 2015 - L’ultimo arrivato von Marco Balzano
Erstlingswerk: La vita prodigiosa di Isidoro Sifflotin von Enrico Ianniello

- 2016 - La prima verità von Simona Vinci
Erstlingswerk: La teologia del cinghiale von Gesuino Némus

- 2017 - L’Arminuta von Donatella Di Pietrantonio
Erstlingswerk: Un buon posto dove stare von Francesca Manfredi

- 2018 - Le assaggiatrici von Rosella Postorino
Erstlingswerk: Gli 80 di Campo Rammaglia von Valerio Valentini

- 2019 - Madrigale senza suono von Andrea Tarabbia
Erstlingswerk: Hamburg von Marco Lupo

- 2020 - Vita, morte e miracoli di Bonfiglio Liborio von Remo Rapino
Erstlingswerk: Le isole di Norman von Veronica Galletta

- 2021 - L’acqua del lago non è mai dolce von Giulia Caminito
Erstlingswerk: Dieci storie quasi vere von Daniela Gambaro
- 2022 – I miei stupidi intenti von Bernardo Zannoni Erstlingswerk: Altro nulla da segnalare von Francesca Valente
- 2023 – La Resistenza delle donne von Benedetta Tobagi Erstlingswerk: L'ultima innocenza von Emiliano Morreale